# Stara Synagoga w Częstochowie
Stara Synagoga w Częstochowie – pierwsza synagoga częstochowskiej gminy żydowskiej, obecnie nieistniejąca. Znajdowała się na rogu ulic Nadrzecznej 32 i Mirowskiej.

## Historia
Zanim przystąpiono do budowy synagogi, sąd rabinacki postanowił zebrać na ten cel pieniądze od członków nowo powstałej częstochowskiej gminy żydowskiej. W 1765 roku przystąpiono do budowy synagogi. W 1872 z inicjatywy ówczesnego prezesa gminy Leibela Kohena dokonano rozbudowy oraz kapitalnego remontu synagogi. Koszt remontu wyniósł 25 tysięcy rubli.
Kolejny remont przeprowadzono w latach 1928–1929, według planów profesora Pereca Willenberga z inicjatywy rabina Nahuma Asza. Zaraz na początku II wojny światowej, we wrześniu 1939 roku, hitlerowcy zdewastowali synagogę. Została wysadzona w powietrze w 1943 roku zaraz po likwidacji częstochowskiego getta. Po zakończeniu wojny usunięto jej zgliszcza, poszerzając chodnik przy ulicy Mirowskiej.
W synagodze oprócz zwykłych, typowo religijnych nabożeństw, odbywały się również uroczyste nabożeństwa za ojczyznę oraz z okazji ważnych wydarzeń historycznych. W niej również podczas zaborów przechowywano sztandary z okresu napoleońskiego.

## Architektura
Murowany budynek synagogi wzniesiono na planie zbliżonym do prostokąta. Wewnątrz w głównej sali modlitewnej na ścianach znajdowały się polichromie z motywami opartymi na stylizowanych literach hebrajskich. Plafon zdobiły dwie tarcze i wymalowany siedmioramienny świecznik. Na wschodniej ścianie znajdował się bogato zdobiony Aron ha-kodesz, przysłonięty bogato haftowanym parochetem. Przed arką stała piękna bima. Wnętrze bóżnicy oświetlały nisko wiszące, pięknie zdobione świeczniki. Światło dzienne docierało do wnętrza z wysoko umieszczonych okien, sprzyjając atmosferze uniesienia religijnego, bowiem dolne partie wnętrza tej budowli były zaciemnione, natomiast sufity były rozjaśnione.